# Doris Piché
Doris Piché, född 14 oktober 1965, är en kanadensisk före detta badmintonspelare som tävlade vid de olympiska sommarspelen 1992 och 1996. Hon ställde upp i singel men även i dubbel och mixed, tillsammans med Denyse Julien respektive Iain Sydie. Piché har också tävlat i Samväldesspelen för 1990 och 1994.
Hon är alternativt varit gift med Mike Bitten och de två har minst två barn Sam Bitten och Will Bitten. Hon är också släkt med ishockeyspelaren Sébastien Piché.